# Dylan Lauren
Dylan Lauren (New York, 9 maggio 1974) è un'imprenditrice statunitense.

## Carriera
Lauren è la figlia di Ricky Ann Low-Beer e Ralph Lauren. È la più giovane di tre fratelli e ha due fratelli maggiori. Ha frequentato la Dalton School, ha conseguito una laurea in storia presso l'Università Duke ed è stata membro dell'associazione studentesca locale "Kappa Alpha Theta". Nel 2001 ha fondato a New York "Dylan's Candy Bar", in cui sono già stati girati diversi film famosi. Nel 2017 ci sono stati altri 16 franchisee di Dylan's Candy Bar oltre all'attività principale. Nello stesso anno, ha anche iniziato ad apparire nel ruolo di giudice nella serie ABC The Toy Box.
Lauren è sposata con Paul Arrouet e ha due figli.

## Pubblicazioni
- Dylan's Candy Bar: Unwrap Your Sweet Life, Penguin Random House Canada, 2010

## Premi
The Sexiest CEOs Alive (n. 22 di 50), 2013

## Filmografia
- 2007: Drinks with LX (serie TV)
- 2008–2011: Die Oprah Winfrey Show (serie TV)
- 2009: Cake Boss (serie TV)
- 2009: Dinner: Impossible (serie TV)
- 2010: Today (serie TV)
- 2010: Wendy: The Wendy Williams Show (serie TV)
- 2011: Arthur (commedia)
- 2011: The Chew (serie TV)
- 2012: Big Morning Buzz Live (serie TV)
- 2012: Commander in Heels (documentario televisivo)
- 2016: Late Night with Seth Meyers (serie TV)
- 2016–2017: Good Morning America (serie TV)
- 2017: The Toy Box (serie TV)
- 2018: CBS News Sunday Morning (serie TV)
- 2019: On Creativity with Paula Wallace (serie TV)